# 是永克也
是永 克也（これなが かつや、1963年1月27日 - ）は、日本の俳優、タレント、喜劇役者、脚本家、演出家。劇団『BigSmie』主宰。株式会社ビッグスマイル・プロモーション代表取締役。

## 概要
コメディアンを目指して大分から上京後、渡辺プロダクションに所属。コント集団時代のホンジャマカの後、10年間コンビとして活躍した。ただし相方は何度か変わっており、その中の一人にケンキ（コンビ解散後はどーよ→ピン芸人）がいる。31歳の時に舞台に目覚め、自ら劇団を旗揚げ。その後は、芝居の枠だけに囚われず、アカペラパフォーマンス等の前衛的なライブを精力的に開催。
その後、JME (ジャパン・ミュージックエンターテインメント) に所属。
2008年にさまざまな方に支えられながら、会社を立ち上げ、劇団ビッグスマイルの主宰として脚本や演出を手掛ける。
作風は、彼の得意とする法律や裁判ものを題材にしつつも、ハートフルな人間模様を巧みに表現している。
一部上場企業の商材を扱う営業マンに対して芝居のメソッドを活用した研修を行い、営業成績の向上に寄与する等、その活動は多岐にわたる。
お笑いのコミカリティ、舞台のリアリティ、即席パフォーマンスのスピード感を併せ持っており、実力派喜劇役者であると評価されている。
現在は、昭和の犯罪者、昭和の偉人、昭和の歌姫などの人物を題材にした、一人芝居のライブをプロデュース行っている。

## 人物・来歴
- 大分県大分市出身。身長170cm、体重57kg。
- 1984年 当時渡辺プロダクションが立ち上げた若手お笑いタレントグループ「BIG THURSDAY」（ビッグサースデー）の第1期生として参加。
- 1988年 ビッグサースデーを母体に、ホンジャマカを結成。インクスティック芝浦ファクトリーで初舞台。
- 1989年 ホンジャマカを脱退。
- 1994年 ケンキとのコンビ「MEN-Z-KAN」、田中文夫とのコンビ「B.Gレビュー」を経て、劇団I-CHI-MIを主宰として旗揚げ。
- 2003年 ジャパン・ミュージックエンターテイメントに芋洗坂係長らとGO-JAPとして所属。
- 2005年 劇団BigSmileを主宰として旗揚げ。
- 2008年 株式会社ビッグスマイル・プロモーションを設立、代表取締役となる。

## 出演

### 映画
- 『2by2』監督・脚本・出演
- ふるさとがえり出演

### テレビドラマ
- シザースパレス レギュラー出演（NTV）
- H' FOR MEN H'END 24 レギュラー出演（NTV）
- 強力45 （CX）
- 世にも奇妙な物語 冬の特別編 (1991年1月)（CX）
- 嘘つきは夫婦のはじまり レギュラー出演（NTV）
- 平成夫婦茶碗（NTV）
- 明日があるさ (テレビドラマ) レギュラー出演（NTV）
- 女と愛とミステリー（TX） 他

### バラエティー
- 爆笑スペシャル（TBS）
- お調子モンくらぶ レギュラー出演（TBS）
- 笑っていいとも 火曜日レギュラー出演（CX）
- 冗談画報（CX）
- クイズ!当たって25% レギュラー出演（TBS）
- ライブ笑ミー レギュラー出演（NTV）
- ウッチャンナンチャンのやるならやらねば（CX）
- 新春スターかくし芸大会（CX）
- ZUKE2チャンネル レギュラー出演（TX）
- THE夜もヒッパレ（NTV）
- 笑いがいちばん（NHK）
- 冗談音楽ライブ（CX）
- 笑いの巨人・小松政夫篇 脚本・出演（NTV）
- たけしの誰でもピカソ（TX）
- GSO（CX）
- 桂芸能社ポンッ!（TBS）

### ラジオ
- オールナイトニッポン（ニッポン放送）
- フリーステーション（文化放送）
- 俺達はりきりサラリーマン メインパーソナリティー（文化放送）

他

### CM
- 小松製作所シリーズ
- センチュリー21・ジャパン

他

### VP
- 「ITJ法律事務所」

### パフォーマンスライブ
- ホンジャマカ旗揚げライブ（芝浦インクスティック）
- ホンジャマカ VS MEN-Z-KANライブ（109スタジオ）
- TOKYO　GONG　SHOW　SPECIAL（ON AIR WEST）
- 原田！椅子！！～Paradisekara ～（原宿ルイード）
- Voice Sensaision～楽器のない音楽会 （東京～大阪ツアー）
- BACARAT.バカ男達（GIGZOO）
- 国際コメディーフェスティバル（フジテレビ）
- お台場冒険王（フジテレビ）

他

### 舞台
- バナナパワー（六本木）レギュラー出演
- BigSmile（新宿シアターモリエール）脚本・出演
- 1/60のワルツ（新宿シアターTOPS）脚本・出演
- マーブルチョコ（新宿スペース107）脚本・出演
- GODZIDDA～レジメンタルの逆襲（TOKYO FMホール）脚本・演出・出演
- トーテムポールボーイズ（恵比寿エコー劇場）脚本・演出・出演
- ミッドナイトないとう（中野ザ　ポケット）脚本・演出・出演
- 東京ラッパセレナーデ（アイピット目白）脚本・出演
- ゲットバックインラブ（下北沢「劇」小劇場）脚本・出演
- オクラホマミキサー～小倉・本田・三木さん（表参道FAB）脚本・出演
- マーブルチョコ改訂版（新宿スペース107）脚本・出演
- 流れる雲をおいかけて（三軒茶屋シアタートラム）脚本・出演
- ごっくんカフェ（新宿スペース107）脚本・出演
- さよなら×こんばんは（下北沢「劇」小劇場）脚本・出演
- paper plans（タイニーアリス）脚本・出演
- 朝焼けは雨 夕焼けは晴れ（シアターブラッツ）脚本・出演
- ブリッヂピープル（シアターブラッツ）脚本・出演
- スタジオアパートメント（劇場MOMO）脚本・出演
- 23億の鼓動（劇場MOMO）脚本・出演
- BigSmile（ブディストホール）脚本・出演
- 甚だ遺憾とは存じますが・・（小劇場楽園）脚本・演出・出演
- おいでましぇ おかえりましぇ（中野HOPE）脚本・演出・出演